# Rötger von Schade
Rötger von Schade (auch Rotger; † 19. März 1469) war Abt des Klosters Grafschaft.
Rötger entstammte dem Adelsgeschlecht von Schade. Zunächst war er wohl Abt in Flechtdorf. Nach einigen Quellen war er seit 1404 Abt des Klosters Grafschaft; urkundlich erwähnt wird er in dieser Position allerdings erst 1434. In seiner Amtszeit konnte er das Vermögen des Klosters weitgehend bewahren, doch musste er 1434 eine frühere Güterteilung bestätigen. Rötger erwarb Güter aus dem Besitz der Edelherren von Grafschaft. In seine Zeit fällt die Anlegung des ersten Besitzregisters des Klosters.